# Владимир Акопян
Владимир Едуардович Акопян е един от водещите арменски шахматисти, гросмайстор от 1991 г. В Армения фамилното му име се изписва Хакобиан, но във ФИДЕ са приели руското му транскрибиране – Акопян.

## Шахматна кариера
Акопян спечелва световното първенство за юноши до 16 г. през 1986 г., когато е на 14 години. Две години по-късно спечелва световното първенство за юноши до 18 г.
През 1991 г. става световен шампион за юноши до 20 години на първенството в Мамая, Румъния.
През 1999 г. участва в световното първенство за мъже версия ФИДЕ, където губи на финала от Александър Халифман с 3,5:2,5. На същото състезание през 2004 г. отпада на четвъртфиналите от англичанина Майкъл Адамс.
Носи се слух, че Акопян е принуден да пропусне „Дубай Оупън“ през 2005 г., когато е арестуван на летището в Дубай, бивайки сбъркан с личност имаща същото име и издирвана от Интерпол заради убийство.
През януари 2007 г. има ЕЛО от 2700, което го поставя на двайдесето място в света и го прави вторият най-силен арменски шахматист след Левон Аронян.
В началото на 2007 г. Акопян спечелва „Гибтелеком Мастърс“ в Гибралтар с резултат 7,5/9 точки, оставяйки група от играчи зад себе си със 7/9 т. включваща и Майкъл Адамс.